# Milipol Paris
 (mars 2018).
Milipol Paris est un salon professionnel consacré à la sécurité intérieure des États, organisé à Paris les années impaires. Existant depuis 1984, il est parrainé par le ministère de l'Intérieur français. En 2017, le salon a accueilli 29 939 visiteurs originaires de 151 pays différents et 1 005 exposants.
La marque Milipol appartient au Groupement d'intérêt économique Milipol, composé notamment de Civipol Conseil, Cofrexport, Protecop, Thales et Visiom. Le salon est organisé par Comexposium.

## Historique
En 1984, le premier Milipol est organisé à Paris pour aider les professionnels de la sécurité à communiquer sur leurs produits et services auprès d'une audience française et internationale. Le salon devient biennal à partir de 1991 et reçoit le soutien officiel du ministère de l'intérieur français en 1995. Le réseau Milipol est créé en 1996 avec le lancement de Milipol Qatar, puis renforcé depuis 2015 avec Milipol Asia-Pacific[réf. souhaitée] et en 2023 à New Delhi avec Milipol India.

### De 1984 à 1990: salon annuel

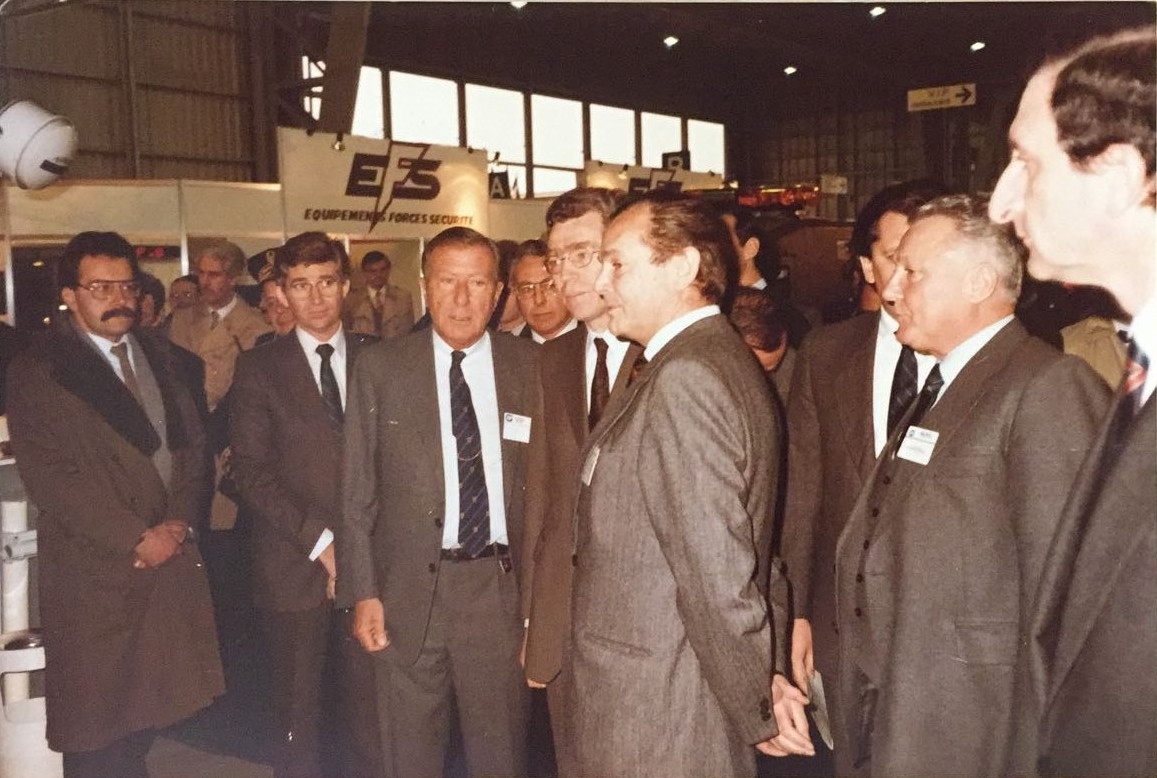
Visite inaugurale de Milipol 1985

De 1984 à 1990, le salon est organisé tous les ans. Le premier salon, organisé du 26 au 29 novembre 1984 au Parc des expositions de Paris-Le Bourget, est inauguré par Pierre Joxe, alors ministre de l'Intérieur. Il rassemble 1 823 visiteurs autour de 170 exposants. L’opération est renouvelée de 1985 à 1987, année où il réunit 7 170 visiteurs et 201 exposants[réf. nécessaire]. 
En 1988, le salon est organisé à Singapour, du 21 au 24 juin[réf. nécessaire].
Le salon retourne à Paris-Le Bourget en 1989 et 1990 (246 exposants). Il est ensuite décidé de ne plus tenir le salon que les années impaires[réf. nécessaire].

### Depuis 1991: salon biennal

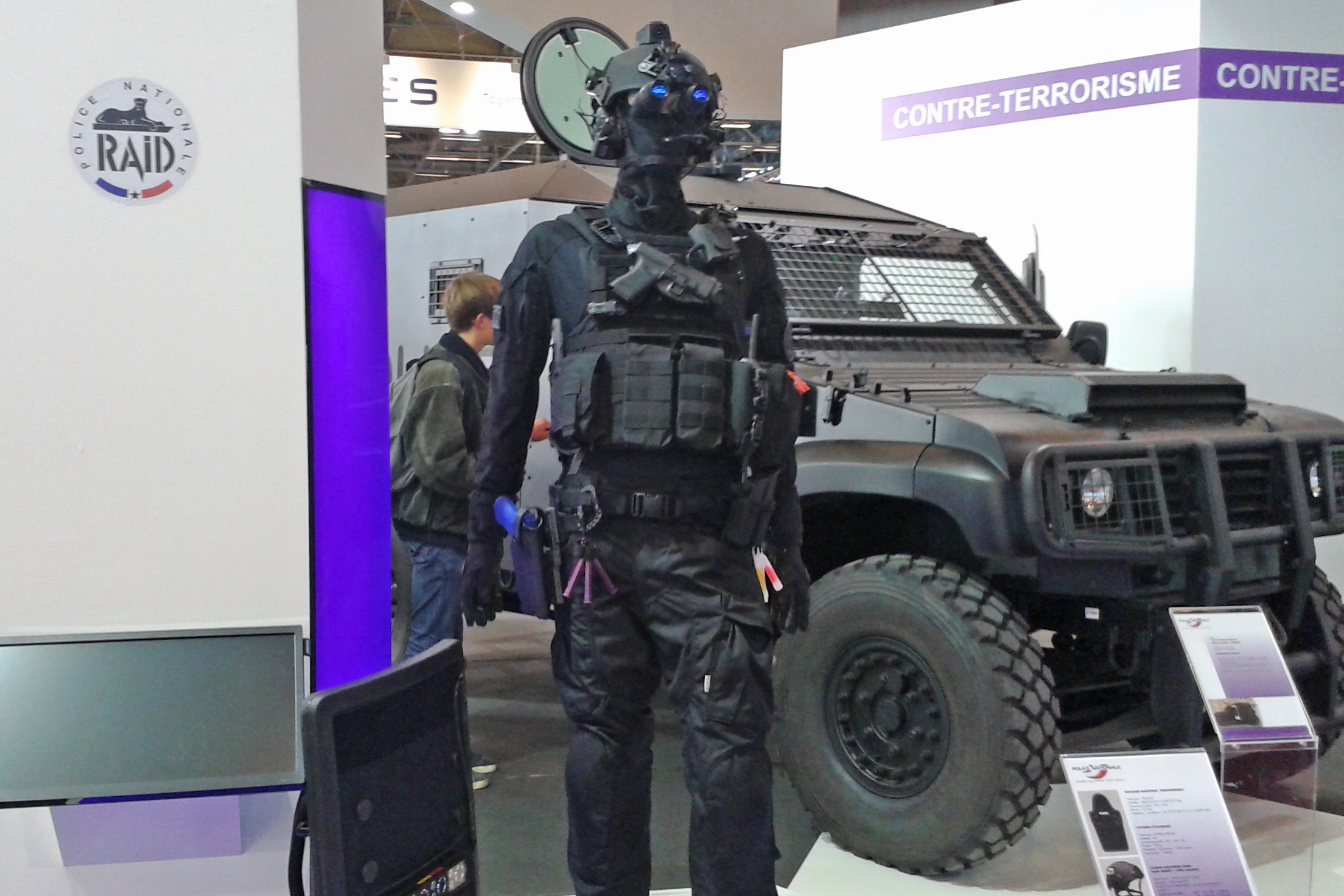
Matériel du RAID exposé lors de Milipol 2015.

En 1992, des événements nommés Milipol sont également organisés à Moscou et à Monte-Carlo.
En 1997, la 9e édition marque le rachat de la marque Milipol par la SOFREMI et l'adoption du nom définitif «Milipol Paris». Cette marque est reprise en 2001 par Civipol Conseil, année où est créé un groupement d'intérêt économique Milipol. 
De nouvelles administrations exposent au salon, comme le ministère des Transports, avec la RATP et la SNCF en 2001.
En 2015, un cycle de conférences est organisé autour de cinq thèmes : lutte antiterroriste, sécurité dans la ville, cybersécurité, équipement et innovation et risques majeurs. Il est reconduit en 2017 avec 47 intervenants et 1 058 participants, autour de six thèmes : gestion de crise et résilience, cybersécurité et fraude, sécurité dans la ville, lutte contre le terrorisme, identité numérique et contrôle des frontières, et sécurité privée.
En 2017, la 20e édition du salon Milipol Paris est organisée au Parc des expositions de Paris-Nord Villepinte du 21 au 24 novembre 2017. Inaugurée par Gérard Collomb, elle présente de nombreuses innovations technologiques comme des drones, des applications spécifiques ou des robots spécialisés,,. Cette édition est aussi marquée par l’attribution de Milipol Innovations Awards.

## Controverses
Selon Reporters sans frontières, le salon Milipol permet aux régimes autoritaires d'entrer en contact avec les vendeurs de matériel de surveillance.
Lors de l'édition de novembre 2017 du salon, des « équipements de torture » et matériels interdits par l'Union européenne ont été présentés. Amnesty international estime qu'en « ne faisant pas appliquer la législation, la France permet aux tortionnaires de venir faire leur marché »,. L’organisation du salon a fait fermer le stand,.
Lors de l'édition de novembre 2023 du salon, Amnesty international découvre de nouveau des catalogues faisant la promotion d'« équipements considérés comme interdits par la rapporteuse de l’ONU sur la torture ». Ces documents promotionnels sont ensuite retirés par l'organisation du salon.

### Documentation
- Marion Montaigne, « Armement : le flic du futur », Ne parlez pas de violences policières, Mediapart / La Revue dessinée,‎ 30 septembre 2020, p. 136-159 (ISBN 979-1-09-253095-7).